# 키발레구

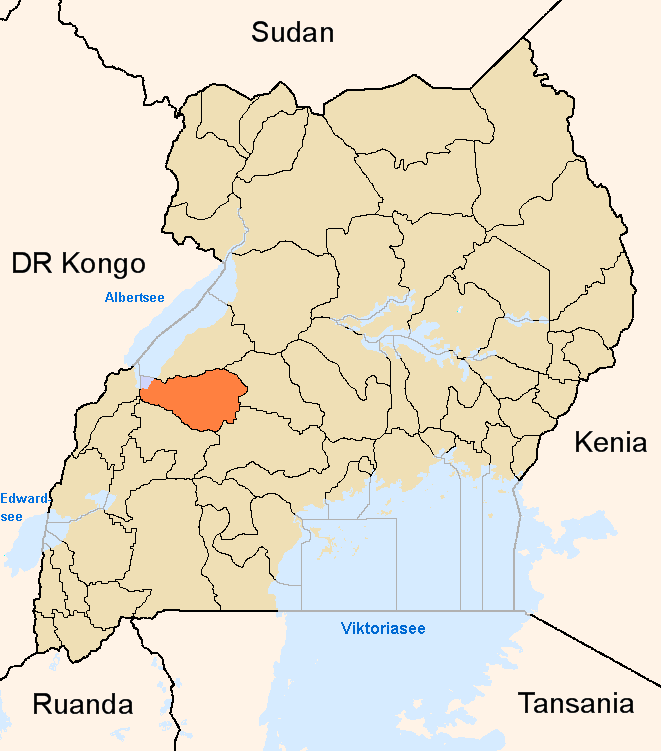
키발레 구의 위치

키발레구(Kibaale 또는 Kibale)는 우간다 서부와 앨버트호 남동부에 위치한 구로, 행정 중심지는 키발레이며 면적은 4,081km2, 인구는 413,353명(2002년 인구 조사 기준)이다.
행정 구역상으로는 서부 주에 속하며 3개 군(부강가이지 군, 부야가 군, 부얀자 군)을 관할한다. 북쪽으로는 호이마 구, 북동쪽으로는 키보가 구, 남쪽으로는 키엔조조 구, 남서쪽으로는 카바롤레 구, 서쪽으로는 분디부교 구와 접한다.

## 같이 보기
- 우간다의 행정 구역